# Strikeforce: Los Angeles
Strikeforce: Los Angeles（ストライクフォース：ロサンゼルス）は、アメリカ合衆国の総合格闘技団体「Strikeforce」の大会の一つ。2010年6月16日、カリフォルニア州ロサンゼルスのノキア・シアターで開催された。

## 大会概要
当初メインイベントは元WWEのスーパースターボビー・ラシュリーとロン・スパークスによるヘビー級マッチが行われる予定であったがボビー・ラシュリーが練習中にヒザを負傷し欠場した。それに伴いメインイベントはレナート・ババル対ロビー・ローラーのミドル級マッチが格上げされて行われた。
元EliteXC世界ライト級王者KJ・ヌーンズがStrikeforceデビュー。

## 試合結果

### プレリミナリィカード
第1試合 バンタム級 5分3R
○  ヒューゴ・サンドヴァル vs.  マーカス・コワル ×
2R 0:43 TKO（レフェリーストップ：パウンド）
第2試合 キャッチウェイトバウト（160ポンド） 5分3R
○  ジェレミー・ウンフリーズ vs.  RJ・クリフォード ×
2R 2:27 TKO（レフェリーストップ：チョークスリーパー）

### メインカード
第3試合 キャッチウェイトバウト（160ポンド） 5分3R
○  KJ・ヌーンズ vs.  コナー・ヒューン ×
3R終了 判定2-1（27-30、29-28、29-28）
第4試合 ミドル級 5分3R
○  ティム・ケネディ vs.  トレヴァー・プラングリー ×
1R 3:35 チョークスリーパー
第5試合 ウェルター級 5分3R
○  エヴァンゲリスタ・サイボーグ vs.  マリウス・ザロムスキー ×
1R 2:38 TKO（レフェリーストップ：パウンド）
第6試合 キャッチウェイトバウト（195ポンド） 5分3R
○  レナート・ババル vs.  ロビー・ローラー ×
3R終了 判定3-0（29-28、29-28、29-28）